# Riccia fluitans
Riccia fluitans é uma espécie de hepática aquática, flutuante, pertencente à família Ricciaceae da ordem  Marchantiales. A espécie tem distribuição natural muito alargada pelas regiões subtropicais e temperadas de todos os continentes e é popular para utilização em aquariofilia.